# NGC 6279
NGC 6279 ist eine 13,9 mag helle linsenförmige Galaxie vom Hubble-Typ SB0 im Sternbild Herkules und etwa 332 Millionen Lichtjahre von der Milchstraße entfernt.
Sie wurde am 23. Oktober 1886 von Lewis A. Swift entdeckt.